# 钱景文
钱景文，浙江嘉兴人，是一名清朝政治人物。

## 生平
钱景文曾于嘉庆二十三年接替刘作明任龙岩州知州一职，嘉庆二十四年由尚维昂接任。